# Walter Dornberger
Dr. Ing. Walter Robert Dornberger (6. září 1895 – 27. června 1980) byl veterán první světové války a pozdější Generalmajor (Generálmajor) německé armády za druhé světové války. Nejznámější je svým působením jako velitel vývoje raketových zbraní Třetí říše, když působil na základně v Peenemünde.
Narodil se v Gießenu a narukoval v roce 1914. V říjnu 1918 byl jako poručík dělostřelectva Dornberger zajat námořní pěchotou Spojených států a strávil dva roky ve francouzském zajateckém táboře, většinou na samotce kvůli opakovaným pokusům o útěk. Koncem dvacátých let dokončil inženýrský kurz s vyznamenáním na berlínském technickém institutu a na jaře roku 1930 po pěti letech Dornberger promoval s titulem MS ve strojním inženýrství na Technische Hochschule Charlottenburg v Berlíně. V roce 1935 Dornberger obdržel čestný doktorát, který plukovník Karl Emil Becker zařídil jako děkan nové Fakulty vojenských technologií TH Berlín.
Po skončení druhé světové války se v USA spolupodílel na produkci neválečných raket a experimentálních letadel. Mimo jiné byl držitelem mnoha vyznamenání, včetně rytířského kříže válečného záslužného kříže s meči.

## Mládí a první světová válka
Walter Dornberger se narodil 6. září roku 1895 v hesenském městě Gießen jako syn lékárníka Hermanna Dornbergera a jeho ženy Hedwigy (rozená: Roltsch). Měl další dva bratry: Maxe (* 1893) a Wolfganga (* 1898). Po složení maturitní zkoušky vstoupil mladý Walter na počátku srpna roku 1914 do německé císařské armády, kde byl zařazen do důstojnického kurzu a byl přidělen k braniborskému 3. pěšímu pluku dělostřelectva (Fußartillerie-Regiment "Generalfeldzeugmeister" (Brandenburgisches) Nr. 3).
Po jeho dokončení mu byla udělena ke konci července roku 1915 nižší důstojnická hodnost praporčíka (Fähnrich). Následně byl ještě ke konci srpna téhož roku dosazen na školu pro dělostřelecké jednotky, kde během měsíce absolvoval několik rozšiřujících kurzů a poté se vrátil zpět ke své jednotce. Zde sloužil jako velitel čety a posléze i jako velitel dělostřelecké baterie. V polovině prosince stejného roku byl povýšen do hodnosti poručíka (Leutnant).
S plukem, u kterého působil prakticky po celou válku, následně sloužil na západní frontě. Převelen byl až ke konci července roku 1918 a to k 26. praporu pěšího dělostřelectva (Fußartillerie-Bataillon Nr. 26), kde sloužil jako pobočník velitele. Počátkem října téhož roku byl však zajat v boji americkými jednotkami a následující dva roky strávil Dornberger ve francouzském zajetí.
Služba v první světové válce mu přinesla kromě důstojnické hodnosti také mnoho vyznamenání, včetně obou tříd pruského železného kříže a dalších vyznamenání za statečnost.

## Meziválečné období
Ze zajetí byl Dornberger propuštěn ke konci března roku 1920 a rozhodl se zůstat nadále v armádě. O necelý týden později byl zařazen k 10. dělostřeleckému pluku od 10. brigády Reichswehru pod velením generála Waltera von Hülsena. Brigáda však byla k počátku října téhož roku použita k vytvoření 6. divize a tak byl Dornberger odvelen do Jüterbogu, aby se zde na místní vojenské škole zúčastnil dělostřeleckého kurzu.
Po dokončení kurzu byl ke konci prosince téhož roku převelen právě k nově vytvořené 6. divizi generálporučíka Friedricha von Lossberga, která vznikla z jeho předchozí jednotky. Zde byl zařazen k pozorovatelské baterii od 6. dělostřeleckého pluku.
Až do počátku dubna roku 1926 sloužil Dornberger u 6. dělostřeleckého pluku během čehož byl ke konci července roku 1925 povýšen na nadporučíka (Oberleutnant) a také během této doby absolvoval výcvikový kurz v oblasti dělostřeleckého průzkumu a další sportovní kurz.
Od 1. dubna roku 1926 nastoupil Dornberger studium strojírenství na technické univerzitě v Berlíně
Byl přiřazen do balistického oddělení Reichswehr. Zde začal pracovat na prototypech raket se svým přítelem Wernherem von Braunem.
Roku 1937 byl Dornberger převelen do výzkumné základny Luftwaffe v Peenemünde, kde působil jako vojenský velitel vývoje raket V-2. Prvního úspěšného testu se raketa dočkala 3. října 1942, přičemž o dva roky později, v září 1944, začalo Peenemünde pod Dornbergerovým velením raketami V-2 bombardovat spojenecká území. Po bombardování Peenemünde velel také továrnám Mittelwerk, kam se výroba přesunula.
Těsně před koncem války, 2. května 1945 padl Dornberger do spojeneckých rukou a dva roky byl vězněn ve Walesu za používání otrocké práce a bombardování civilních cílů. Poté se díky operaci Paperclip dostal do Spojených států. Zde nejdříve pracoval pro armádní základnu Wright-Patterson a později po patnáct let pro výrobce letadel Bell Aircraft Corporation (jako viceprezident). V roce 1965 odešel do důchodu a vrátil se do rodného Německa, kde roku 1980 zemřel.

## Povýšení a vyznamenání

### Data povýšení
- Fahnenjunker-Kriegsfreiwilliger - 7. srpen, 1914
- Fähnrich - 30. červenec, 1915
- Leutnant - 19. prosinec, 1915
- Oberleutnant - 31. červenec, 1925
- Hauptmann - 1. březen, 1930
- Major - 1. listopad, 1935
- Oberstleutnant - 1. červen, 1938
- Oberst - 1. srpen, 1940
- Generalmajor - 1. červen, 1943

### Vyznamenání
- Rytířský kříž válečného záslužného kříže s meči - 29. říjen, 1944
- Pruský železný kříž I. třídy (První světová válka)
- Pruský železný kříž II. třídy (První světová válka)
- Rytířský kříž II. třídy saského řádu bílého sokola s meči (První světová válka)
- Hesenská válečná medaile za statečnost (První světová válka)
- Rakouská válečná pamětní medaile s meči
- Válečný záslužný kříž I. třídy s meči
- Válečný záslužný kříž II. třídy s meči
- Kříž cti
- |  |  |  Služební vyznamenání Wehrmachtu od IV. do I. třídy